# Fall Lachsfang
Fall Lachsfang was de codenaam voor een Duits-Fins offensief in de Tweede Wereldoorlog. 

## Geschiedenis
In 1942 maakte de Duitsers samen met bondgenoot Finland plannen om het gebied tussen Belomorsk en Kandalaksja, gelegen aan de Witte Zee in Noord-Rusland, te veroveren. Voornaamste reden voor de aanval, die plaatsvond in datzelfde jaar, was de verovering van de belangrijke Moermansk-spoorweg, waardoor de materialen van de westelijke geallieerden niet meer via de haven van Moermansk verder landinwaarts kon worden vervoerd. Dit zou de kracht van het Rode Leger flink doen afnemen.